# Tibald II de Bar
Tibald II de Bar (o Teobald II de Bar), nascut cap a 1221, mort el 1291, va ser comte de Bar de 1240 a 1291. Era fill d'Enric II, comte de Bar, i de Felipa de Dreux.

## Biografia
Va esdevenir teòricament comte de Bar el 13 de novembre de 1239, però la notícia de la mort del seu pare, mort a Terra Santa, no va arribar al Barrois fins al començament de 1240. Com era menor, la seva mare va ser regent fins al 17 de març de 1242.
Aprofitant la seva joventut, el duc de Lorena Mateu II va intentar recuperar els territoris que Enric II de Bar li havia arrabassat, i va començar a aixecar tropes i establir guarnicions, sense tanmateix iniciar la guerra. Mateu i Tibald van aconseguir posar-se d'acord per un tractat signat el 23 de juliol de 1245. Aquest tractat va obrir una era de col·laboració i de pau entre els dos països veïns. Aquesta pau va durar diversos decennis, malgrat un litigi cap a 1256 sobre la fortalesa de Saint-Hilairemont, prop de Neufchâteau.
El 1251, Tibald II es va trobar compromès en la guerra de successió dels comtats d'Hainaut i de Flandes amb Guiu de Dampierre, del qual la seva pròpia esposa era la germana. Van ser derrotats el 4 de juliol de 1253 a West-Capelle, i Tibald fou fet presoner, no sent alliberat fins al setembre 1254.
Tibald II de Bar va tenir alguns conflictes amb Teobald V, comte de Xampanya, el 1258, 1265 i el 1269. Va signar la carta de franquícia que va establir la ciutat de Pont-à-Mousson el 21 d'abril de 1261. Teoabald V va morir el 1270, i Tibald II de Bar va fer la pau amb el seu successor, Enric III. Aquest últim va morir al seu torn el 1274, deixant una filla, Joana, que es va casar el 1284 amb l'hereu del regne de França, el qual fou rei l'any següent sota el nom de Felip IV de França. Això va situar el Barrois al veïnatge immediat del domini reial.
Durant el seu regnat, aprofitant el desenvolupament demogràfic del segle XIII, Tibald va fundar en els seus estats diverses ciutats, bé en col·laboració amb abadies, o bé amb els seus vassalls.

## Matrimonis i fills
Tibald II es va casar en primeres noces el 1243 amb Joana de Dampierre, filla de Guillem II, senyor de Dampierre i de Margarida, comtessa de Flandes
Vidu, i sense fills, es va casar de nou el 1266 amb Joana de Toucy, filla de Joan de Toucy i de Joana de Laval, i va tenir:
- Enric III (1259 † 1302)
- Joan († 1317), senyor de Puisaye
- Tibald o Teobald de Bar († 1312), bisbe de Lieja
- Renald de Bar († 1316), bisbe de Metz
- Erard († vers 1336), senyor de Pierrepont, casat amb Isabel de Lorena († 1353)
- Pere de Bar († abans de 1349), senyor de Pierrefort, casat amb Joana de Vienne, i després a Elionor de Poitiers
- Felipa († 1290), casada el 1263 amb Otó IV, comte palatí de Borgonya
- Alix († 1307), casada cap a 1278 amb Mateu de Lorena († 1282), senyor de Beauregard
- Maria († 1333), casada amb Gobert VIII d'Aspremont († 1302)
- Isabel, citada el 1295
- Iolanda, morta jove
- Margarida, abadessa de Saint-Mauré